# Samson Kitur
Samson Kitur (né le 25 février 1966 à Eldoret - décédé le 25 avril 2003 à Eldoret) est un athlète kényan, spécialiste du 400 mètres.

## Biographie
Samson Kitur est le frère de David et Simon Kitur, eux aussi athlètes.

### Palmarès
| Date | Compétition                    | Lieu      | Résultat | Épreuve   | Performance   |
| ---- | ------------------------------ | --------- | -------- | --------- | ------------- |
| 1990 | Jeux du Commonwealth           | Auckland  | 2e       | 400 m     | 44 s 88       |
| 1990 | Jeux du Commonwealth           | Auckland  | 1er      | 4 × 400 m | 3 min 02 s 48 |
| 1990 | Championnats d'Afrique         | Le Caire  | 1er      | 400 m     | 45 s 15       |
| 1991 | Championnats du monde en salle | Séville   | 2e       | 400 m     | 46 s 21       |
| 1991 | Championnats du monde          | Tokyo     | 5e       | 4 × 400 m | 3 min 00 s 34 |
| 1991 | Jeux africains                 | Le Caire  | 1er      | 400 m     | 45 s 40       |
| 1991 | Jeux africains                 | Le Caire  | 1er      | 4 × 400 m | 3 min 03 s 14 |
| 1992 | Jeux olympiques                | Barcelone | 3e       | 400 m     | 44 s 24       |
| 1992 | Jeux olympiques                | Barcelone | DNF      | 4 × 400 m | —             |
| 1993 | Championnats du monde          | Stuttgart | 3e       | 400 m     | 44 s 54       |
| 1993 | Championnats du monde          | Stuttgart | 2e       | 4 × 400 m | 2 min 59 s 82 |
| 1994 | Finale du Grand Prix IAAF      | Paris     | 3e       | 400 m     | 45 s 37       |
| 1994 | Coupe du monde des nations     | Londres   | 6e       | 400 m     | 45 s 98       |
| 1994 | Coupe du monde des nations     | Londres   | 2e       | 4 × 400 m | 3 min 02 s 66 |
| 1995 | Championnats du monde          | Göteborg  | 4e       | 400 m     | 44 s 71       |
| 1995 | Championnats du monde          | Göteborg  | DNS      | 4 × 400 m | —             |
| 1995 | Jeux africains                 | Harare    | 1er      | 400 m     | 44 s 36       |
| 1995 | Jeux africains                 | Harare    | 2e       | 4 × 400 m | 3 min 03 s 11 |
| 1996 | Jeux olympiques                | Atlanta   | DNS      | 4 × 400 m | —             |

### Records
| Épreuve    | Performance  | Lieu      | Date        |
| ---------- | ------------ | --------- | ----------- |
| 400 mètres | 44 s 18 (RN) | Barcelone | 3 août 1992 |